# 安东尼奥·梅内盖蒂
安东尼奥·梅内盖蒂（Antonio Meneghetti，1936 - 2013），意大利心理学家，创立“本体心理学”。他是国际本体心理学协会主席，数度获意大利共和国总理府授予的文化奖。梅内盖蒂提出的概念颇有争议，出版有《本体心理疗法》、《电影本体心理学 : 电影和无意识》等书，其著作有40多部。他还是一位业余画家。